# Pogoria (potok)
Pogoria – potok, lewostronny dopływ Czarnej Przemszy o długości 10,72 km. 
Potok wypływa z niewielkich zbiorników wodnych na terenie przemysłowym Huty Katowice na wysokości około 300 m n.p.m. Przepływ cieku jest niewielki i kształtuje się na poziomie kilkudziesięciu dm³/s w górnej części potoku, około 0,2 m³/s poniżej jeziora Pogoria III i gwałtownie wzrasta przed ujściem w konsekwencji dopływu wód z terenów zurbanizowanych Dąbrowy Górniczej. Pogoria tworzy kaskadę zbiorników poeksploatacyjnych: Pogoria I, Pogoria II i Pogoria III o łącznej pojemności całkowitej ponad 16 mln m³. Koryta większości cieków w zlewni są uregulowane, pełniąc miejscami funkcje rowów melioracyjnych i kanałów.